# بریجت بی
بریجت بی (اسپانیایی: Bridgette B) با نام اصلی لوز آبرو بازیگر پورنوگرافی اسپانیایی الاصل است.

## اوایل زندگی
بریجت در بارسلون اسپانیا متولد شد تحصیلات ابتدایی را در مدرسه دخترانه کاتولیک آموخت و زمانی که ۱۶ سال داشت به آمریکا مهاجرت کرد. دبیرستان را در نیویورک به اتمام رساند و راهی دانشگاه اوهایو شد و مدرک کارشناسی مد و بازاریابی بین‌الملل را از این دانشگاه گرفت.
او در مورد نوجوانی خود می‌گوید در آن دوران بسیار زشت بوده و بکارت خود را در ۱۹ سالگی از دست داده است.
بریجت در دوران دانشگاه علاوه بر تحصیل به رقص برهنه در کلوپ‌های شبانه می‌پرداخت و پس از فارغ التحصیلی لس آنجلس رفت و در یک مشاوره املاک مشغول به کار شد او می‌گوید رئیسش با دیدن فیلم خود ارضایی او در دوربین‌های مدار بسته او را از این کار اخراج کرد.

## حرفه

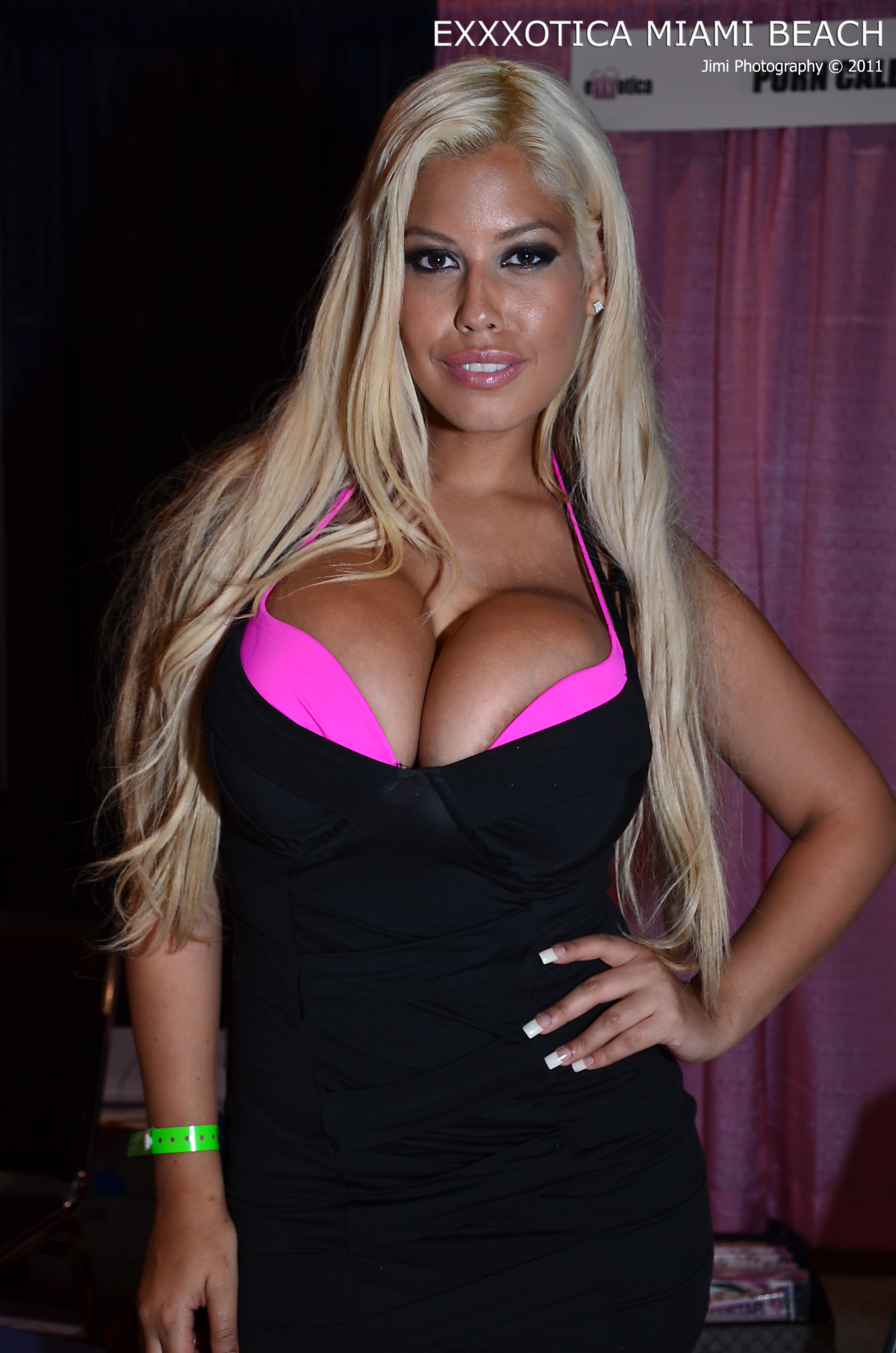
بریجت در سال ۲۰۱۱

بریجت حرفه خود را با رقص برهنه در دورانی تحصیل آغاز کرد و اولین فیلم خود را در سال ۲۰۰۷ و با مارکو باندراس بازی کرد. او یکی از بازیگرها محبوب کمپانی‌های برازرز، ناتی آمریکا، هاسلر و دیجیتال پلی‌گراوند است.